# René Demanest
René Demanest, né le 17 avril 1881 à Saint-Amand-les-Eaux et mort en 1947, est un aviateur français, pionnier de l'aviation.

## Biographie

### Vie personnelle
René Albert Maurice Demanest naît en 1881 à Saint-Amand-les-Eaux, de Charles Edmond Demanest, notaire, et de Jeanne Marie Mercier, son épouse.
D'abord installé comme à Jenlain, il s'établit en 1906 à Neuilly-sur-Seine, 25 rue d'Orléans.
Mobilisé en 1914, il est réformé après avoir perdu son œil droit en 1915,.
Il retourne vivre à Jenlain en 1930.

### Aviation
En 1908, René Demanest devient propriétaire du monoplan Antoinette V (en) de la société Antoinette, constructeur automobile et aéronautique fondé à Puteaux en 1904, par Léon Levavasseur, Jules Gastambide, et Louis Blériot. 
Le 9 avril 1909, Demanest pilote l'Antoinette V et remporte un prix dit « de 250 mètres » décerné par l'Aéro-Club de France.

## Décorations
- Croix de guerre 1914-1918, palme de bronze avec palme, 1914-1918[2]
- Médaille militaire[2]